# Daniela Glanzer
Daniela Glanzer (* 9. März 2003 in Villach) ist eine österreichische Tennisspielerin.

## Karriere
Glanzer begann mit fünf Jahren das Tennisspielen und spielt bislang vor allem Turniere der ITF Women’s World Tennis Tour, wo sie aber noch keinen Titel gewinnen konnte.
2012 gewann Glanzer den Titel  bei den nationalen österreichischen Meisterschaften der U9 (ÖTV Race Masters), 2013 konnte sie diesen Erfolg bei den U10 wiederholen.
2017 war Glanzer Mitglied der österreichischen Mannschaft beim Tennis Europe Winter Cup, die dort den fünften Platz belegte.
Glanzer spielte von 2018 bis 2021 in der Bundesliga-Mannschaft des „Original Kornspitz Team OÖ“ (LINZ AG Team Oberösterreich), die 2019 österreichische Vizemeister und 2020 den Titel des österreichischen Meisters gewannen. 2022 tritt Glanzer in der österreichischen 1. Bundesliga für den UTC Fischer Ried an.